# Andrei Iwanowitsch Nikolischin
Andrei Iwanowitsch Nikolischin (russisch Андрей Иванович Николишин; * 25. März 1973 in Workuta, Russische SFSR) ist ein ehemaliger russischer Eishockeyspieler und heutiger -trainer.

## Karriere
Andrei Nikolischin begann seine Karriere bei Dynamo Moskau. In der Saison 1990/91 erhielt er seine ersten Einsätze in der Wysschaja Liga, ehe er ab 1992 zum Stammspieler bei Dynamo wurde. 1992 wurde er beim NHL Entry Draft in der 2. Runde an 47. Stelle durch die Hartford Whalers ausgewählt. 1994 wechselte er in die National Hockey League zu den Whalers. Bis 2003 spielte er in der NHL bei den Washington Capitals, Chicago Blackhawks und Colorado Avalanche. Dann ging er wieder zurück in die russische Liga. Weitere Stationen waren der HK ZSKA Moskau, HK Lada Toljatti und HK Awangard Omsk. Die Saison 2006/07 verbrachte er bei SKA Sankt Petersburg.
Von 2007 bis 2011 spielte Nikolischin für den HK Traktor Tscheljabinsk – zunächst in der Superliga und ab der Saison 2008/09 in der Kontinentalen Hockey-Liga. Für die Saison 2011/12 wurde er vom HK Sokol Kiew aus der ukrainischen Eishockeyliga verpflichtet, ehe er seine Karriere beendete.

### International
Im Juniorenbereich nahm Nikolischin für die Sowjetunion an der U18-Junioren-Europameisterschaft 1991 und der Eishockey-Weltmeisterschaft der Junioren 1992 teil. Bei der Weltmeisterschaft 1993 stand er zum ersten Mal für die russische Eishockeynationalmannschaft auf dem Eis, wobei er mit der Auswahl die Goldmedaille gewann. Weitere Einsätze bei Weltmeisterschaften folgten 1994, 1996, 1997 und 2000.
Seine internationale Karriere wurde mit der Bronzemedaille bei den Olympischen Winterspielen 2002 gekrönt.

### Als Trainer
Nikolischin begann seine Arbeit als Cheftrainer im Oktober 2014 beim HK Traktor Tscheljabinsk. Im November 2015 wurde er seines Postens enthoben und zehn Tage später als neuer Cheftrainer von Amur Chabarowsk verpflichtet. Dort ersetzte er den zuvor entlassenen Sergei Schepelew und betreute die KHL-Mannschaft bis zum Ende der Saison 2015/16.
Zu Beginn der Saison 2018/19 war er Assistenztrainer des HK Dynamo Moskau, wurde aber Anfang Oktober im Rahmen der Verpflichtung eines neuen Cheftrainers aus dieser Anstellung entlassen.

## Erfolge und Auszeichnungen
| - 1993 IHL-Meister mit dem HK Dynamo Moskau - 1993 Verdienter Meister des Sports Russlands - 1994 Wertvollster Spieler der IHL-Playoffs | - 1994 IHL All-Star-Team - 2009 KHL All-Star Game |

### International
- 1991 Silbermedaille bei der U18-Junioren-Europameisterschaft
- 1992 Goldmedaille bei der Junioren-Weltmeisterschaft
- 1993 Goldmedaille bei der Weltmeisterschaft
- 2002 Bronzemedaille bei den Olympischen Winterspielen

## Statistik
(Stand: Ende der Saison 2010/11)

## Trivia
In dem im Jahr 2000 erschienenem Film Bruder 2 hat Nikolischin einen Cameo-Auftritt.